# Selaginella contigua
Selaginella contigua är en mosslummerväxtart som beskrevs av Bak.. Selaginella contigua ingår i släktet mosslumrar, och familjen mosslummerväxter. Inga underarter finns listade i Catalogue of Life.